# Hội đồng Cơ mật Thụy Điển
Hội đồng Cơ mật (tiếng Thụy Điển: de högre riksämbetsmännen) là năm nhà lãnh đạo vĩ đại của Hội đồng Tư nhân Thụy Điển từ cuối thế kỷ XVI đến giữa những năm 1680.
Với hiến pháp năm 1634, năm sĩ quan trở thành bộ trưởng của các nhánh chính phủ khác nhau (tiếng Thụy Điển: kollegium). Hiến pháp tương tự đã tuyên bố rằng chủ sở hữu văn phòng nên đóng vai trò là nhiếp chính trong việc ngăn chặn sự chiếm đóng ngai vàng. Tất cả các quan chức Vương quốc lớn đã bị vua Karl XI bãi bỏ.
Chức vụ Tiếp Viên quan và Đại Pháp quan đã được mở cửa trở lại vào cuối thế kỷ 18, nhưng đã sớm bị bãi bỏ.